# 아시프 알리 자르다리
아시프 알리 자르다리(우르두어: آصف علی زرداری Asif Ali Zardari, 1955년 7월 26일 ~ )는 파키스탄의 제11·14대 대통령이다. 그는 총리를 지낸 베나지르 부토 총리의 남편이며, 2007년 아내 부토가 폭탄 테러로 사망한 이후 유력한 정치인으로 떠올랐다. 페르베즈 무샤라프 대통령이 사임한 후, 2008년 9월에 치러진 대통령 선거에서 당선되어 2008년 9월 9일부터 2013년 9월 9일까지 역임하였다. 퇴임 후 정계 활동을 계속하다 2024년에 치러진 대통령 선거에서 재선에 성공하여 그해 3월 10일 취임하였다. 전 세계 최초의 옹서(장인과 사위) 대통령 1호이다.

## 학력
- ~1972년: 성 패트릭 대학(졸업)

## 가족
- 배우자: 베나지르 부토(1987년 결혼~2007년 사별)
- 자녀: 빌라왈, 바크타와르, 아시파

## 역대 선거 결과
| 선거명      | 직책명            | 대수 | 정당            | 득표율 | 득표수 | 결과 | 당락 |
| ----------- | ----------------- | ---- | --------------- | ------ | ------ | ---- | ---- |
| 2008년 선거 | 파키스탄의 대통령 | 11대 | 파키스탄 인민당 | 61.14% | 409표  | 1위  |      |
| 2024년 선거 | 파키스탄의 대통령 | 14대 | 파키스탄 인민당 | 69.43% | 411표  | 1위  |      |

## 같이 보기
- 베나지르 부토
- 페르베즈 무샤라프
- 유수프 라자 길라니